# Arachnothryx fosbergii
Arachnothryx fosbergii là một loài thực vật]] thuộc họ Rubiaceae. Đây là loài đặc hữu của Ecuador.